# 全琫準
全琫準（1853年—1895年4月23日），初名永准，字明淑，号海梦，天安全氏，朝鲜东学教南接派代表人物，东学农民革命领袖。

## 出身
全琫准1854年出生于朝鲜全罗道高敞郡德井面堂村（一说古阜郡杨桥村）一个没落官宦家庭，天安全氏，高丽开国功臣全乐（전락）后裔。天安全氏全尚毅、全冬屹是朝鲜名将，全梦星是壬辰卫国战争义兵将领。:2-3:485
全琫准的父亲全彰赫是位私塾先生，乡校掌议，有些自耕地，生活上“朝饭夕粥”。虽然家境贫寒，但全琫准从小受到良好教育。5岁开始入私塾学习四书五经，12岁时作《白鸥诗》。:2-3:485

## 东学教领袖
全琫准所处的年代是日本和西方列强渗透、入侵朝鲜的时期。朝鲜农民受到日本高利贷和本国封建统治繁重苛捐杂税的双重剥削。朝鲜各地不堪重负的农民纷纷武装起义:479-483:373-408:4-6。与此同时，以天主教为代表的西方文化（“西学”）冲击着朝鲜传统社会。1860年，庆州人崔济愚开创与西学相抗衡的“东学”。东学倡导平等，并有着反洋教、反侵略性质的性质，信徒众多，引起朝鲜封建统治者的担忧。1864年4月15日，崔济愚被庆尚道观察使徐宪淳以左道惑民之罪处死。
全琫准于1890年加入东学教，之后成为东学教古阜、泰仁地区的接主。1893年3月，东学教第二代教主崔时亨在忠清道报恩郡组织教徒举行“为教祖申冤”的聚会，并在檄文提出“惩办贪官污吏”、“反倭斥洋”的口号。各地东学教教徒纷纷来到报恩郡，表示不“废除东学教取缔令”决不罢休。全琫准也投身于此次运动。:8-9:485
朝鲜朝廷得知消息后，派户曹参判鱼允中为两湖宣抚使前往。经鱼允中劝说与威逼，崔时亨与朝廷妥协，要求信徒各自散去回乡。但东学教徒并不肯离开。朝鲜朝廷于是派前营营使洪启薰率600官军前往报恩郡镇压。崔时亨见况再次下令教徒立即解散还乡，自己也匆忙逃往青山郡躲避。但是，以全琫准为代表的一些基层骨干仍然坚持斗争到最后。此次报恩聚会后，东学教形成了与官方妥协的北接派和主张武力反抗的南接派两个派系。北接派主要以崔时亨和孙秉熙为代表。南接派则以全琫准为代表。:9-10:485

## 东学农民革命
1894年1月10日（农历2月15日），全琫准带领数千农民在全罗道古阜郡起义。攻下古阜军事要地白山后，全琫准发布《白山檄文》，提出“济世安民，逐灭倭夷，尽灭权贵”的口号。周边农民纷纷加入起义队伍。此后，全琫准在古阜黄土岘战役大胜前来讨伐的全罗道观察使金文铉，后又挫败两湖招讨使洪启薰的京师部队，控制南方三道，攻克朝鲜太祖李成桂（全州李氏）的祖籍地，全罗道首府全州。:12-22:485-488:410-414
惊恐的朝鲜封建统治者一方面向清政府告急，请求援兵，另一方面与全琫准议和。双方最终签署《全州和约》。日本在得知朝鲜向清政府求援后开始以保护使馆和侨民为由向朝鲜增兵。清政府向日本提出双方同时撤军。但日本却提出“日中共同改革朝鲜内政”，后又推翻闵妃集团，扶植以金弘集为首的亲日内阁。1894年7月25日，日本对清不宣而战，炮轰停泊在朝鲜牙山湾豐島的清朝军舰，史称“丰岛海战”，从而挑起中日甲午战争。:30-31:490-491:420-422
時來天地皆同力，

運去英雄不自謀。
 
愛民正義我無失，
 
爲國丹心誰有知。

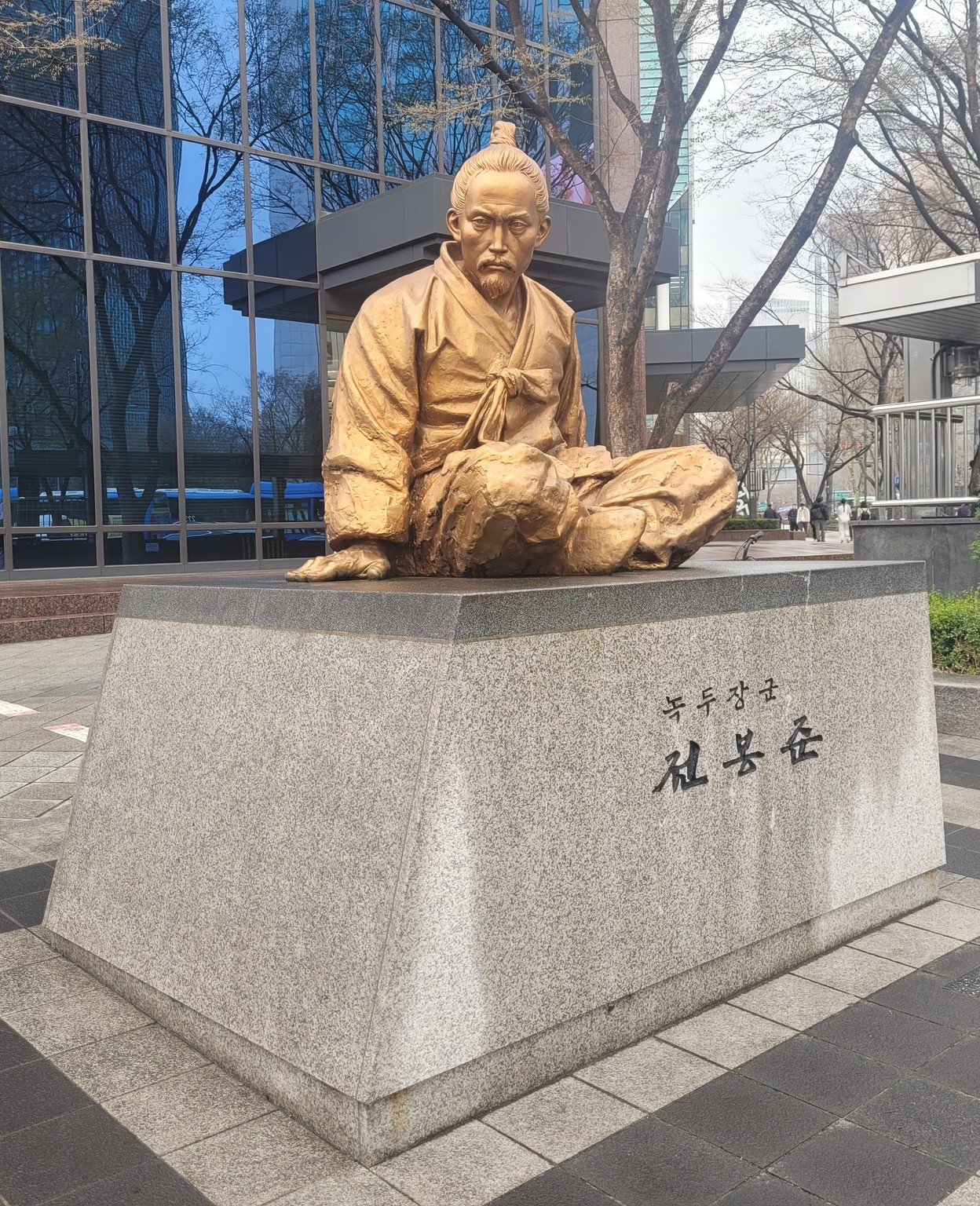
韩国首尔全琫准雕像

日军将清朝军队逐出朝鲜半岛后，日军和金弘集亲日政府开始将矛头转向农民起义军。全琫准决定北上讨伐日寇。10月15日，全琫准率各地汇集而来的起义军攻克忠清道论山。此后，他两次试图攻克忠清道首府公州。但由于武器装备落后，缺乏正规军事训练，起义军败退至论山。血战11天后，论山也失守。在退却途中，全琫准因叛徒出卖被逮捕，后被押往汉城。1895年4月23日（农历3月29日），全琫准被日本当局和朝鲜亲日政府处死。:32-39:491-492:422-424

## 纪念

### 纪念地
- 位于全北特別自治道井邑市梨平面的全琫準故居在1981年11月28日被指定为大韓民國史蹟第293号。[7]
- 全罗北道全州市德津公园建有全琫准的铜像。[7]

### 影视作品
- 《开辟（朝鲜语：개벽 (영화)）》：林权泽执导的韩国电影，1992年大钟奖最佳电影
- 《绿豆花》：2019年韩国SBS电视剧